# Titânio
O titânio é um elemento químico de símbolo Ti, número atômico 22 (tendo 22 prótons e 22 elétrons) com massa atômica 47,90 u. Trata-se de um metal de transição leve, forte, de cor cinza e aspecto metálico e lustroso, de baixa densidade, sólido na temperatura ambiente e resistente à corrosão pela água do mar, água régia e cloro. O titânio é muito utilizado em ligas leves e no pigmento muito branco.
O titânio foi descoberto em Cornualha por William Justin Gregor em 1791 e nomeado por Martin Heinrich Klaproth pela proximidade das características do filho mitológico do céu (Uranus) e da terra (Gaia), titãs considerados personificações das forças da natureza na mitologia grega. Este elemento encontra-se em vários minerais, em especial no rutilo e na ilmenita que são geralmente encontrados na litosfera, e é encontrado em quase todos os tipos de rochas, solos e corpos de água. O metal produzido comercialmente é extraído do rutilo e da ilmenita e fabricado pelo processo Kroll ou pelo processo Hunter. O composto mais comum do titânio é o dióxido de titânio que é um popular fotocatalisador e útil na produção de tinta com coloração branca. Outros compostos incluem o tetracloreto de titânio (TiCl4), uma substância utilizada para a produção de catalisadores e fumos para fins militares e o cloreto de titânio (III) (TiCl3), que é uma substância catalisadora para a produção de polipropileno.
O titânio pode ser utilizado para a produção de ligas com ferro, alumínio, vanádio e molibdênio, entre outros elementos, para aumentar a resistência mecânica, utilizada na indústria aeroespacial (motores, mísseis e foguetes). Também é utilizado para a produção de catalisadores na indústria química e petroquímica, automobilística, agrícola, médica (para a produção de implantes ortopédicos, próteses e instrumentos odontológicos), em produtos esportivos, jóias, telefones celulares, entre outros.
As duas propriedades mais utilizadas do titânio são: a resistência à corrosão e a maior relação densidade/força se comparado com outros elementos químicos. Nas ligas, o titânio é forte como o ferro, porém sua densidade é aproximadamente 45% menor se comparado ao ferro. Há duas formas alotrópicas e cinco isótopos deste elemento: 46Ti até 50Ti, com 48Ti, sendo o mais abundante na natureza, com cerca de 73,8%. As propriedades físicas e químicas do titânio são similares às do zircônio, porque ambos têm o mesmo número de valência e encontram-se no mesmo grupo da tabela periódica.

## Características principais

### Abundância e obtenção
Na natureza, o titânio em seu estado nativo está sempre ligado a outros elementos químicos da natureza. É o nono elemento mais abundante da crosta terrestre (0,63% de sua massa)  e o sétimo metal mais abundante. Está presente na maioria das rochas ígneas e nos sedimentos delas derivados (como também nos organismo e nos corpos hídricos naturais). Dos 801 tipos de rochas ígneas analisadas pelo Serviço Geológico dos Estados Unidos, 784 contêm titânio. Sua razão nos solos é de aproximadamente de 0,5% até 1,5%.
| País             | Toneladas (milhares) | Participação produtiva(%) |
| ---------------- | -------------------- | ------------------------- |
| Austrália        | 1300                 | 19,4                      |
| África do Sul    | 1160                 | 17,3                      |
| Canadá           | 700                  | 10,4                      |
| Índia            | 574                  | 8,6                       |
| Moçambique       | 516                  | 7,7                       |
| China            | 500                  | 7,5                       |
| Vietnã           | 490                  | 7,3                       |
| Ucrânia          | 357                  | 5,3                       |
| Produção Mundial | 6700                 | 100                       |

É encontrado principalmente nos minerais anatase (TiO2), brookita (TiO2), ilmenita (FeTiO3), perovskita (CaTiO3), rutilo (TiO2) e titanita (CaTiSiO5); também como titanato em minas de ferro.). Destes minerais, somente a ilmenita e o rutilo têm importância econômica, justificada pela sua concentração de titânio e a facilidade de refino. Cerca de 6,0 e 0,7 milhões de toneladas tinham sido extraídas em 2011, respectivamente. Depósitos eminentes de ilmenita são encontrados na Austrália, no Canadá, na China, na Índia, na Nova Zelândia, na Noruega, na Ucrânia e na África do Sul. Cerca de 186000 toneladas da esponja foram produzidas em 2011, sendo a maior produtora a China (60,0 ton), o Japão (56,0 ton), a Rússia (40,0 ton), os Estados Unidos da América (32,0 ton) e o Casaquistão (20,7 ton). Estimam que todas as reservas de titânio excedem 600 milhões de toneladas.
A concentração de Ti é de aproximadamente 4 picomolar no oceano. Sob temperatura de 100 °C, a concentração de titânio é estimada por ser menor do que 10−7 M sob pH 7. A identidade das espécies de titânio em soluções aquosas continua desconhecida por causa da sua baixa solubilidade e a falta de métodos de espectroscopia precisos, embora o número de oxidação 4+ é estável na atmosfera. Não existe evidência de papel biológico para titânio, além disso, são conhecidas poucas espécies que têm elevadas concentrações.

### Isótopos
São encontrados 5 isótopos estáveis na natureza: Ti-46, Ti-47, Ti-48, Ti-49 e Ti-50, sendo o Ti-48 o mais abundante (73,8%). Têm-se caracterizados 11 radioisótopos, sendo os mais estáveis o Ti-44, com uma meia-vida de 5,76 minutos e o Ti-52, de 1,7 minutos. Para os demais, suas meia-vidas são de menos de 33 segundos, e a maioria destes com menos de meio segundo.
A massa atómica dos isótopos varia desde 39,99 u (Ti-40) até 57,966 u (Ti-58). O primeiro modo de decaimento antes do isótopo mais estável, o Ti-48, é a captura eletrônica, e após este é a emissão beta. Os isótopos do elemento 21 (escândio) são os principais produtos do decaimento antes do Ti-48, os posteriores são os isótopos do elemento 23 (vanádio).

### Propriedades físicas

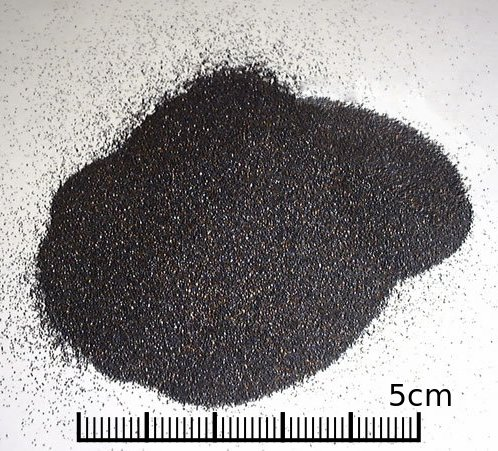
Titânio (mineral concentrado)

O titânio é um elemento metálico muito conhecido por sua excelente resistência à corrosão (quase tão resistente quanto a platina) e por sua grande resistência mecânica. Possui baixa condutividade térmica e elétrica. É um metal leve, forte e de fácil fabricação com baixa densidade (40% da densidade do aço). Quando puro é bem dúctil e fácil de trabalhar. O ponto de fusão relativamente alto faz com que seja útil como um metal refratário. Ele é mais forte que o aço, porém 45% mais leve. É 60% mais pesado que o alumínio, porém duas vezes mais forte. Tais características fazem com que o titânio seja muito resistente contra os tipos usuais de fadiga. Esse metal forma uma camada passiva de óxido quando exposto ao ar, mas quando está em um ambiente livre de oxigênio ele é dúctil. Ele queima quando aquecido e é capaz de queimar imerso em nitrogênio gasoso. É resistente à dissolução nos ácidos sulfúrico e clorídrico, assim como à maioria dos ácidos orgânicos.
Experimentos têm mostrado que titânio natural se torna notavelmente radioativo após ser bombardeado por deutério, emitindo principalmente pósitrons e raios gama. O metal é dimórfico com a forma hexagonal alfa mudando para um cúbico beta muito lentamente por volta dos 800 °C. Quando incandescente ele se combina com oxigênio, e ao alcançar 550 °C é capaz de combinar com o cloro.
Quanto à fabricação do titânio metálico, existem atualmente seis tipos de processos disponíveis: "Kroll", "Hunter", redução eletrolítica, redução gasosa, redução com plasma e redução metalotérmica. Dentre estes, destaca-se o processo Kroll, que é o responsável, até hoje, pela maioria do titânio metálico produzido no mundo ocidental.
Na forma de metal e suas ligas, cerca de 60% do titânio são utilizados nas indústrias aeronáuticas e aeroespaciais, sendo aplicados na fabricação de peças para motores e turbinas, fuselagem de aviões e foguetes.

### Propriedades Químicas

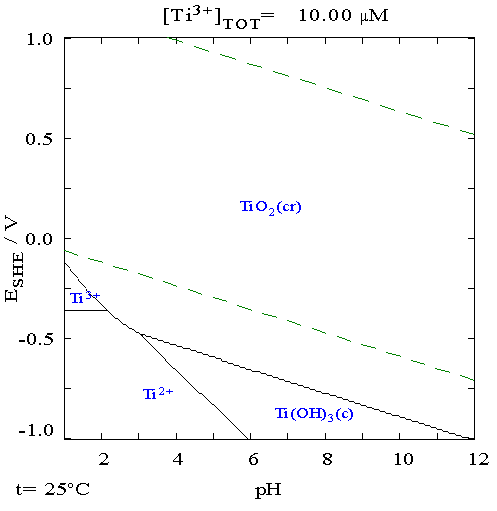
O diagrama de Pourbaix para o titânio em água pura, ácido perclórico ou hidróxido de sódio

Como as superfícies metálicas do alumínio e do magnésio, o titânio metálico e suas ligas oxidam imediatamente após a exposição no ar. O nitrogênio atua de forma similar produzindo uma superfície de nitreto. O titânio reage rapidamente com o oxigênio sob 1 200 °C (2 190 °F) no ar e em 610 °C (1 130 °F) sob oxigênio puro produzindo o dióxido de titânio. Contudo, sob contato do ar com água ele reage lentamente, passando em um processo chamado de passivação e a superfície de óxidos que protege mais o volume da oxidação. Quando há esta reação, este tem uma camada de proteção de 1–2 nm porém a sua camada aumenta lentamente, podendo chegar até a 25 nm durante quatro anos.
O titânio possui grande resistência à corrosão, comparável à da platina, capaz de resistir ao ataque de ácidos como o sulfúrico e outros ácidos clorídricos , bem como de soluções de cloro e da maioria dos ácidos orgânicos. No entanto, ataques ácidos concentrados produzem maior corrosão. O titânio é termodinamicamente muito reativo, conforme indicado pelo fato de que o metal começa a queimar antes de atingir o ponto de fusão, e a própria fusão só é possível em uma atmosfera inerte ou no vácuo . Combina-se com o cloro a uma temperatura de  550 °C (823 K), reage com o resto dos halogênios e absorve hidrogênio.
É um dos poucos elementos que queima em gás nitrogénio puro, reagindo a uma temperatura de 800 °C (1070 K) para formar nitreto de titânio, o que causa perda de ductilidade no material.

## Compostos
O estado de oxidação +4 domina as substâncias químicas que contêm titânio, apesar dos compostos com +3 também serem comum. Normalmente, o titânio adota uma geometria molecular octaédrica nos seus complexos, a geometria molecular tetraédrica TiCl4 é uma notável exceção. Por causa do seu alto estado de oxidação, os compostos de titânio (IV) apresentam uma elevado grau de ligações covalentes. A maioria dos compostos de titânio no estado +4 são brancos ou incolores, com algumas poucas exceções como o complexo com peróxido de cor laranja intensa.

### Estados de oxidação
O titânio forma compostos em três estados de oxidação possíveis: +2, +3 e +4. 
- O íon Ti2+

, de cor esverdeada, é um agente redutor muito poderoso, capaz de reduzir a água a gás hidrogênio e os íons nitrato a amônio. Poucos compostos são conhecidos, geralmente como sólidos ou certos organometálicos, e eles são muito vulneráveis à oxidação pelo ar, sendo raramente encontrados em solução aquosa, exceto como certos complexos.
- O íon Ti3+

, de cor lavanda-violeta e paramagnético, é também um agente redutor relativamente forte, porém é estável em solução aquosa ácida. Em meio básico, ele precipita como hidróxido de titânio III Ti(OH)
3
) azul-preto, que é um agente redutor poderoso e reduz a água a hidrogênio. Esse íon forma muitos sais, como o cloreto de titânio III (TiCl
3
) e o sulfato de titânio III (Ti
2(SO
4)
3
). Este íon pode ser obtido dissolvendo titânio em pó em ácidos não-oxidantes, tais como HCl.
- O titânio no estado de oxidação +4 é a forma dominante do elemento em seus compostos, sendo muito estável e não propenso à oxidação. Seus compostos são geralmente incolores ou brancos (TiO
2
 é um notório pigmento branco intenso e inerte, largamente utilizado) e com um elevado caráter covalente. Ti4+

 não existe como um íon livre, existindo geralmente como compostos insolúveis em água ou altamente propensos à hidrólise, reagindo com a água para precipitar TiO
2
 hidratado insolúvel ou coloidal a partir de soluções que não sejam fortemente ácidas, o que torna a química aquosa do titânio +4 bastante complicada. O titânio +4 existe em solução aquosa fortemente ácida na forma do íon complexo incolor [TiO(H
2O)
5]2+
, conhecido como titanila e frequentemente simplificado como  TiO2+
.

### Compostos organometálicos
Devido a importância dos compostos organometálicos com titânio na produção de catalisadores para polimerização, os compostos com as ligações Ti-C tem sidos intensivamente estudados. O complexo mais comum dos organometálicos é o dicloreto de titanoceno ((C5H5)2TiCl2). Estes compostos são relatados nos reagentes de Tebbe e nos reagentes de Petasis. Os complexos de carbonila com titânio estão no (C5H5)2Ti(CO)2.

### Haletos
O tetracloreto de titânio (cloreto de titânio (IV) - TiCl4) é um líquido volátil e incolor (comercialmente são amostras amareladas) que no ar se hidrolisa com uma emissão espetacular de vapores brancos. Via processo Kroll, o TiCl4 é produzido pela conversão dos minérios de titânio para o dióxido de titânio, como por exemplo na produção de tintas. Ele é geralmente usado na química orgânica como um ácido de Lewis, como por exemplo nas reações aldólicas de Mukaiyama. No processo de van Arkel, o tetraiodeto de titânio (TiI4) é utilizado na produção de titânio metálico de alta pureza.
O titânio(III) e o titânio (II) também formam cloretos estáveis. Um exemplo notável é o cloreto de titânio (III)(TiCl3), que é utilizado como um catalisador para a produção de poliolefinas (ver catalisador Ziegler-Natta) e um agente redutor na química orgânica.

### Óxidos, sulfetos e alcóxidos
O óxido mais importante do titânio é o TiO2, o qual existe na forma de três formas minerais: anatase,brookita e a rutilo. Todas as formas são sólidos brancos diamagnéticos, embora as amostras do mineral aparentem ser pretas. Os óxidos adotam as estruturas cristalinas onde o titânio (Ti) é rodeado por seis ligantes que se ligam a outros núcleos do titânio.
Os titanatos referem-se geralmente aos compostos de titânio, como por exemplo o titanato de bário (BaTiO3). Assim como na estrutura de uma perovskita, este material apresenta propriedades piezoelétricas e é utilizado como um transdutor de interconversão de som e eletricidade. Muitos minerais são titanatos, como a ilmenita (FeTiO3). As estrelas de safira e as de rubis apresentam seu asterismo (brilho em forma de estrela) devido a presença de impurezas do dióxido de titânio.
Uma variedade de óxidos redutores de titânio são conhecidos. O Ti3O5, descrito como uma espécie de Ti(IV)-Ti(III), é um semicondutor roxo produzido pela redução de TiO2 com hidrogênio sob altas temperaturas, e é utilizado na indústria quando os revestimentos precisam ser aditivados com dióxido de titânio: ele evapora TiO puro enquanto o TiO2 evapora sob uma mistura de óxidos e depósitos de revestimentos com um índice variável refrativo. Também são conhecidas as seguintes substâncias: o trióxido de titânio Ti2O3, sob a estrutura do carborundum e o monóxido de titânio, com uma estrutura de rochas salinas, que frequentemente encontra-se de forma não estequiométrica.

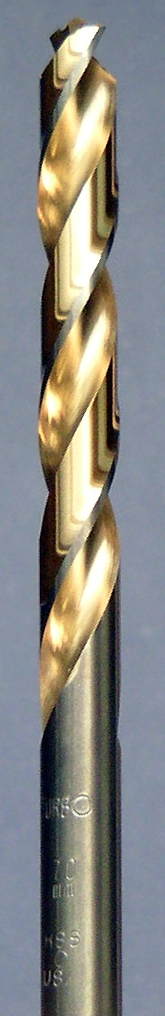
Uma broca de furadeira de TiN.

O alcóxido de titânio (IV), produz pela reação de TiCl4 com álcool são compostos incolores que convertem os dióxidos a partir da reação de hidratação. Eles são utilizados industrialmente para precipitar os sólidos pelo processo de sol-gel. O isopropóxido de titânio é utilizado na síntese de compostos orgânicos quirais via a epoxidação.
O titânio forma uma variedade de sulfetos, porém somente o dissulfeto de titânio (TiS2) desperta a atenção, graças a sua propriedade de atração. Ele adota uma estrutura em camadas e foi utilizado com um cátodo no desenvolvimento de baterias de lítio. Desde a Teoria HSAB, sabe que os sulfetos de titânio são instáveis e tendem a hidrolisar ao óxido com a liberação do sulfeto de hidrogênio.

### Complexo com Peróxido
O titânio +4 tem a característica peculiar de reagir com o peróxido de hidrogênio em solução ácida para formar um peroxocomplexo de cor laranja-avermelhada intensa, de estrutura [Ti(O
2)(H
2O)
3OH]+
. Este complexo muito solúvel e intensamente colorido (algo incomum para um composto de titânio +4) é o complexo de peróxido mais estável conhecido, e sua formação é um teste comum para detecção de titânio em amostras.

### Nitretos e carbonetos
O nitreto de titânio (TiN) tem uma dureza equivalente a safira e o carbeto de silício (9,0 na escala de Mohs) e é utilizado na produção de ferramentas de corte, como as brocas. Também é útil em acabamentos decorativos pela cor dourada e como uma barreira de metal na fabricação de semicondutores. O carbeto de titânio, graças a sua alta dureza, é utilizado nas ferramentas de corte e nos revestimentos.

## Produção e fabricação
O processamento do titânio metálico ocorre em quatro etapas importantes, sendo elas:
- A redução do minério de titânio em uma esponja, ou seja produz poros no metal de titânio;
- o aquecimento desta esponja, ou dela ser adicionada uma liga superior para a fabricação dos lingotes;
- a fabricação primária, onde um lingote é transformado chapas, placas, barras, arames, forjamentos e lingotes e;
- a fabricação secundária dos quais os produtos desta fabricação primária é transformada nos mais diversos produtos.

Como é inviável a produção do titânio a partir da redução do dióxido de titânio, a obtenção do titânio metálico ocorre pelo Processo Kroll. Este processo ocorre pela redução do tetracloreto de titânio (TiCl4) com magnésio metálico. A complexidade de conseguir produzir por lotes elucida o valor de mercado relativamente alto do titânio. Para produzir o TiCl4 requisitado pelo processo Kroll, o dióxido é submetido a redução carbotérmica com o gás cloro. Este processo, o cloro em estado gasoso entra em contato com uma mistura quente avermelhada de rutila e ilmenita com carbono. Depois de uma trabalhosa purificação por 
destilação fracionada, o TiCl4 é reduzido sob temperatura de 800 °C com magnésio fundido e sob atmosfera modificada, do qual é acionado o gás argônio. O metal pode ser também purificado pelo processo de van Arkel–de Boer, que envolve a decomposição térmica de tetraiodeto de titânio.
Um método de fabricação mais recente, o processo FFC de Cambridge, converte o pó de dióxido de titânio (uma forma refinada de rutila) para produzir titânio metálico sob forma de pó ou de esponja. Se uma mistura de óxidos em pó é usada, obtém-se uma liga.
Geralmente, as ligas de titânio são feitas via redução. Por exemplo, o cobretitânio (produzido pela redução da rutila com cobre), o ferrocarbono de titânio (produzida pela redução da ilmenita com coque em uma caldeira elétrica) e o manganotitânio (rutila com manganês ou óxidos de manganês) são reduzidos.
2 FeTiO3 + 7 Cl2 + 6 C → 2 TiCl4 + 2 FeCl3 + 6 CO (900 °C)
TiCl4 + 2 Mg → 2 MgCl2 + Ti (1100 °C)
Sobre as cinquentas ligas de titânio e sua ligas são projetada e atualmente apenas um dúzia de ligas são disponível no comércio. A ASTM reconhecem trinta e uma ligas avaliadas na escala de 1 a 4 que são comercialmente puras. Estas quatro são classificadas pela sua diferença de resistência à tensão, como a sua concentração de oxigênio, com o nível 1 sendo o mais dúctil (baixa resistência à tensão com concentração de oxigênio na faixa de 0,18%) até o nível 4, o menos dúctil (elevada resistência à tensão com concentração de oxigênio na faixa de 0,40%). São avaliados nas ligas, cada um projetado para suas aplicações específicas, seja pela sua ductilidade, força, dureza, resistividade elétrica, fluência,resistência à corrosão para determinadas condições e as combinações entre estas propriedades
.
As ligas de titânio circunscreveu pela ASTM e outras ligas são também produzidas para reunir as Especificações Aeroespaciais e Militares (SAE-AMS, MIL-T), os padrões da ISO, e as especificações de cada país e das indústrias aeroespaciais, militares, médicas e para aplicações industriais.
Em termos de fabricação, toda a solda de titânio deve ser feita sob atmosfera inerte de argônio ou hélio para evitar a sua contaminação com gases atmosféricos com o oxigênio, o nitrogênio ou hidrogênio. A contaminação do nióbio pode causar uma variedade de condições, como a perda da ductilidade, que pode reduzir a integridade das uniões por solda e conduzir a falha da junta.
Os produtos de titânio puro comercialmente (chapas, lâminas) podem ser prontamente formadas, porém o processamento deve ser feito considerando que ele tenha uma "memória" e tende a saltar para trás. Esta é uma condição real para as ligas com alta resistência. Ele não pode ser soldado sem o processo de galvanoplastia. O metal pode ser manufaturado utilizando o mesmo equipamento e sendo processado da mesma forma dos aços inoxidáveis.

## Aplicações

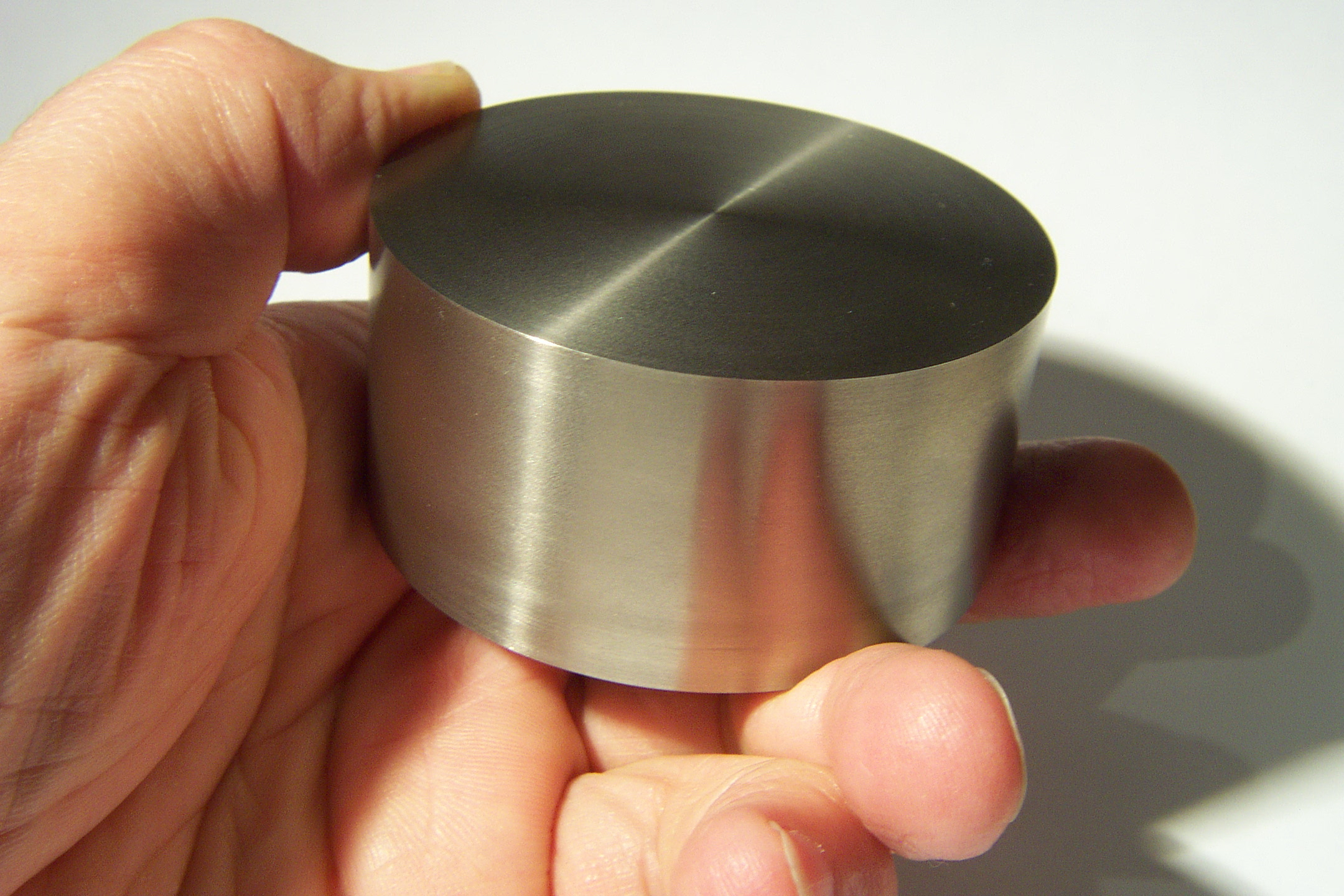
Um cilindro de titânio.

O titânio é utilizado no aço como um elemento de liga metálica (ferro-titânio) para redução do grão e como desoxidante, além de auxiliar na redução da concentração de carbono nos aços inoxidáveis. O titânio também é aplicado para a produção de ligas com o alumínio (para refinar o grão), vanádio, cobre (para endurecer), ferro, manganês, molibdênio e outros metais, que proporciona qualidades superiores aos produtos. Outra aplicação, que se dá somente com a rutila está no revestimento de eletrodos de soldar. As aplicações industriais do titânio (chapas, placas, barras, arames, forjamentos e lingotes) podem ser úteis na indústria, no setor aeroespacial, recreativo e nos mercados emergentes. Também é aplicado na pirotécnica como um recurso para geração de luz e calor.

### Indústria aeroespacial e naval
Devido a sua alta resistência à tração e à corrosão por sua densidade relativa, a resistência à fadiga e impacto  e a capacidade de resistir moderadamente as altas temperaturas sem deformar, as ligas de titânio são utilizadas nas aeronaves, navios e veículos e militares, naves espaciais e em mísseis. Para estas aplicações, as ligas de titânio com alumínio, zircônio, níquel , vanádio e outros elementos químicos são aplicadas em uma variedade de componentes incluindo partes críticas das estruturas, sendo elas: as paredes corta-fogo, os trens de pouso, os dutos de exaustão de helicópteros e os sistemas hidráulicos. Na realidade, cerca de dois terços de toda a produção de ligas de titânios é utilizada nos motores e nas estruturas dos aviões. O SR-71 "Blackbird" foi um dos primeiros aviões a utilizar em grande quantidade o titânio em sua estrutura, principiando o seu uso nos aviões comerciais e militares. Cerca de 59 toneladas de titânio são empregadas no Boeing 777, 45 toneladas no Boeing 747, 18 toneladas no Boeing 737, 32 toneladas no Airbus A340, 18 toneladas no Airbus A330 e 12 toneladas no Airbus A320. O Airbus A380 deve empregar cerca de 77 toneladas, com cerca de 11 toneladas de titânio nos motores. Nos motores, o titânio é útil na produção de rotores, nos compressores axiais, nos componentes hidráulicos e nos naceles. As ligas de titânio do tipo titanium 6AL-4V correspondem a cerca de metade do consumo de todas as ligas utilizadas nas aeronaves.
Devido a sua grande resistência a corrosão da água do mar, o titânio é utilizada para fazer os eixos cardã, nos aparelhos náuticos, nos trocadores de calor das plantas de dessalinização;, nos chillers de aquecimento de água salgada nos aquários, nas linhas de pesca e nos condutores e nas facas de mergulho. O titânio é utilizado na produção de alojamentos e em outros componentes de sobrevivência no oceano e nos aparelhos de monitoramento para fins militares e científicos. A antiga União Soviética desenvolveu técnicas para produção de submarinos com casco de ligas de titânio.
 Esta técnicas forjam o titânio em tubos a vácuo gigantes.

### Pigmentos, aditivos e revestimentos

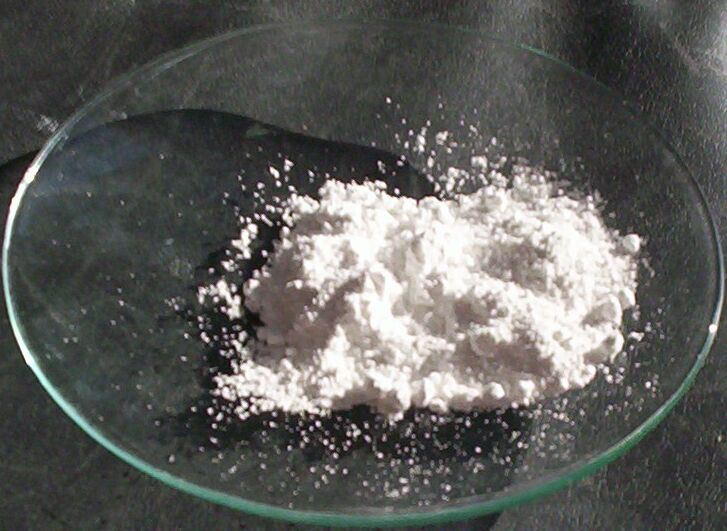
A substância mais utilizada no dia-a-dia que contém o elemento químico titânio é o dióxido de titânio TiO_{2}.

Cerca de 95% do minério de titânio extraído da Terra é destinado para a produção dióxido de titânio (
TiO2), um pigmento branco permanente utilizado nas tintas para edificações e na astronomia, nos refletores de radiação infravermelha, nos papeis, nas pastas de creme dental, nos plásticos e nos protetores solares graças a propriedade de reflexão dos raios ultravioleta. Ele é também utilizado como um dos aditivos do cimento, nas gemas, como um opacificante óptico em papeis 
O 
TiO2 é uma substância quimicamente inerte, resistente à luz solar e opaca: esta liga confere uma coloração branca, pura e brilhante para as substâncias químicas marrom e roxa que formam a maioria dos utensílios domésticos de plástico. Na natureza, este composto é encontrado nos minerais anatase, na brookita e na rutila. Pinturas feitas com dióxido de titânio são resistentes à temperaturas severas e ambientes marinhos. O dióxido de titânio puro tem um índice de refração muito elevado e uma dispersão óptica superior a do diamante. 
O dióxido de titânio é um pigmento importante também utilizado nos protetores solares conforme a sua propriedade de proteger a pele da radiação ultravioleta. Recentemente, tem sido utilizado nos purificadores de ar (como um revestimento do filtro) ou em filmes utilizados para revestir janelas nas edificações pois quando a substância é exposta aos raios ultravioletas (seja ela luz solar ou artificial) e sob a combinação do ar, as espécies redox reativos como por exemplo os radicais de hidroxila atuam como purificante de ar e na manutenção das superfícies de janelas limpas.

### Produtos industriais

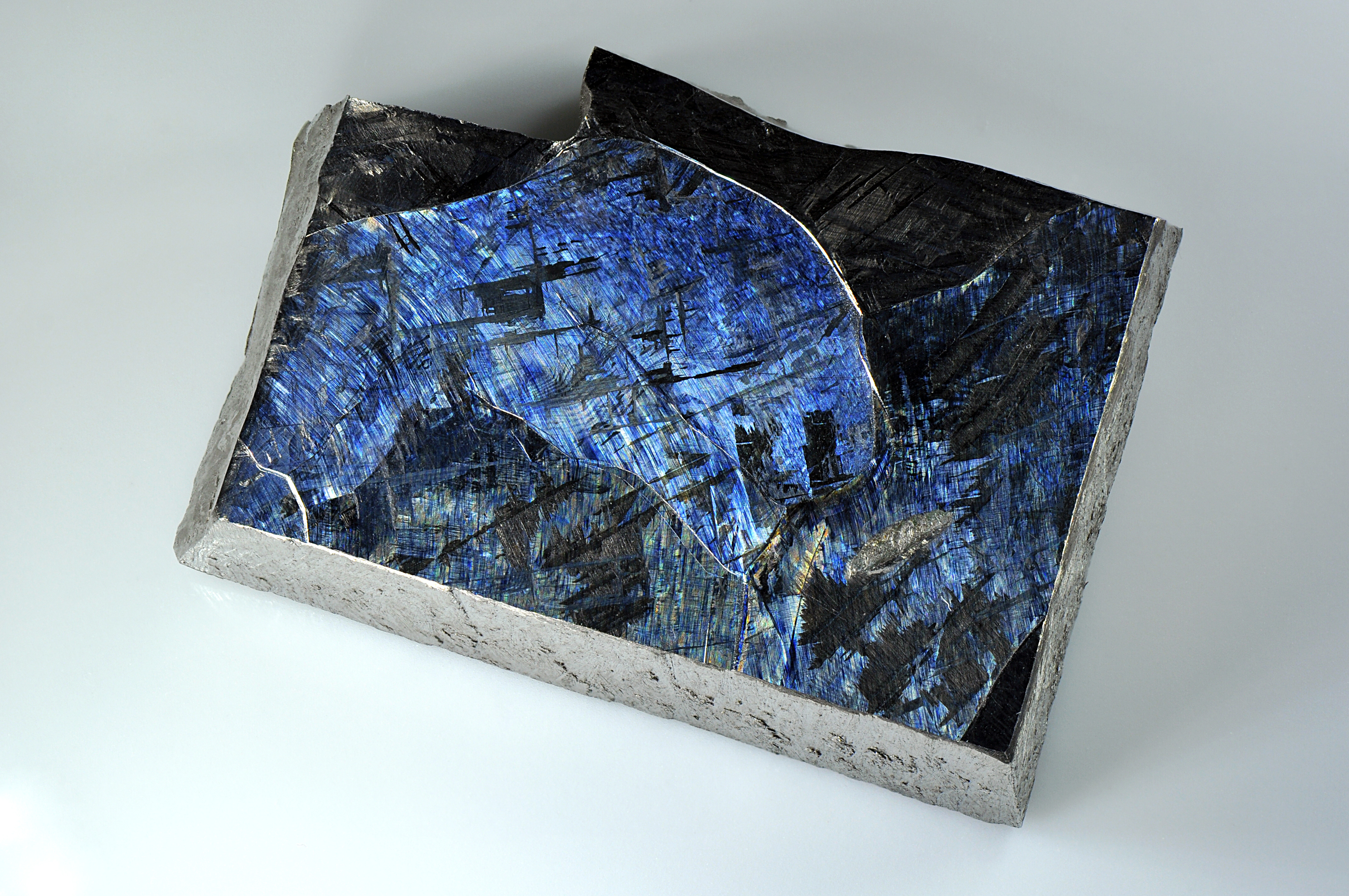
Um placa de titânio cristalino de alta pureza com cerca de 99.999%.

Tubulações com soldas de titânio e os equipamentos de processos industriais (trocadores de calor, tanques, vasos de processo, válvulas) são utilizados na indústria química e petroquímica por causa de sua resistência à corrosão. Ligas específicas são utilizadas nos fundos dos poços e nas aplicações de hidrometalurgia com níquel devido a sua grande resistência mecânica, sua resistência à corrosão, ou pela combinação de ambas as características. A indústria do papel e de celulose utiliza o titânio nos equipamentos industriais pela exposição das substâncias química como o hidróxido de sódio e do gás cloro (no clareamento). Outras aplicações incluem: nas soldas ultrassônicas, em soldas ondulatórias e nos alvos de pulverização catódica.
O Tetracloreto de titânio (TiCl4), um líquido incolor, é importante como um intermediário nos processos de fabricação de TiO2, utilizado como catalisador no processo Ziegler-Natta, na iridização de vidro e para a produção de fumos para fins militares.

### Armazenagem de lixo nuclear
Devido a sua extrema resistência à corrosão, os contêineres de titânio de acordo com diversos estudos tem uma grande meia-vida (que segundo estimativas eles podem durar cerca de 100 milênios observando a aplicação de todos os meios de evitar defeitos de fabricação).

### Na engenharia

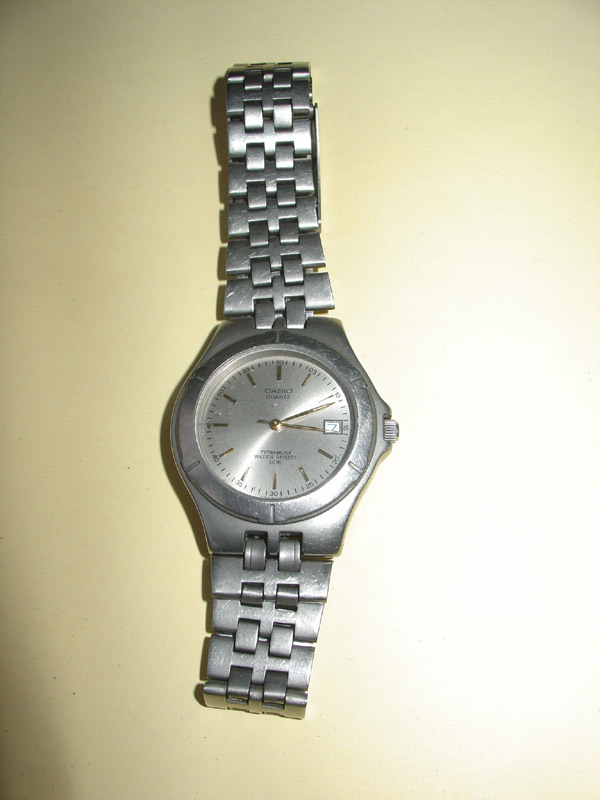
Relógio de pulso com tampa de titânio

1. Indústria química, devido à sua resistência à corrosão e ao ataque químico;
2. Indústria nuclear: é empregado na fabricação de recuperadores de calor em usinas de energia nuclear;
3. Indústria bélica: o titânio metálico é sempre empregado na fabricação de mísseis e peças de artilharia;
4. Também é usado na condutividade Térmica nos computadores.

### Outras Aplicações
1. Aplicações em produtos para consumo como bicicletas, óculos, instrumentos musicais e computadores estão se tornando bem comuns. As ligas mais comuns são com alumínio, ferro, manganês, molibdênio e outros metais;
2. Tetra cloreto de titânio (TiCl4), um líquido incolor, é usado para iridizar vidro e na produção de bombas de fumaça;[56]
3. Por ser considerado fisiologicamente inerte, o metal é utilizado em implantes.

## História

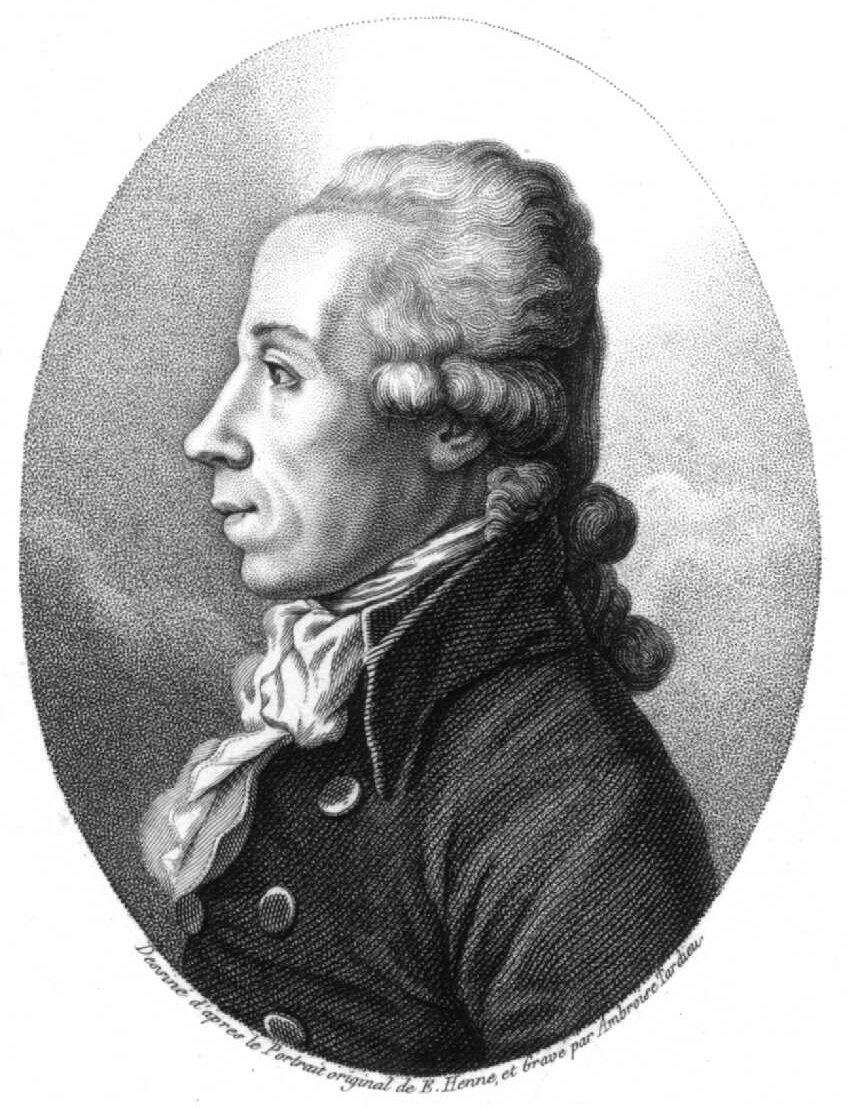
Martin Heinrich Klaproth
deu o nome de titânio por causa das características dos titãs da mitologia grega.

O titânio (chamado assim pelos Titãs, filhos de Urano e Gaia da mitologia grega) foi descoberto na Inglaterra por William Justin Gregor em 1791, a partir do mineral conhecido como ilmenita (FeTiO3). Este elemento foi novamente descoberto mais tarde pelo químico alemão Heinrich Klaproth, desta vez no mineral rutilo (TiO2), que o denominou de titânio em 1795.
Matthew A. Hunter preparou pela primeira vez o titânio metálico puro (com uma pureza de 99,9%) aquecendo tetra cloreto de titânio (TiCl4) com sódio a 700-800 °C num reator de aço.
O titânio como metal não foi utilizado fora do laboratório até 1946, quando William J. Kroll desenvolveu um método para produzi-lo comercialmente. O processo Kroll consiste na redução do TiCl4 com magnésio, método que continua sendo utilizado atualmente.
Em 2006, a Agência de Defesa dos Estados Unidos da América premiou um consórcio de duas companhias com a remuneração de 5,7 milhões de dólares pelo desenvolvimento de um novo processo pela fabricação via metalurgia do pó de titânio metálico. Sob pressão e calor, o pó pode ser utilizado graças a sua resistência e leveza, diversificando suas aplicações desde a blindagem até na produção de componentes na indústria aeronaútica, logística e química
.

## Precauções

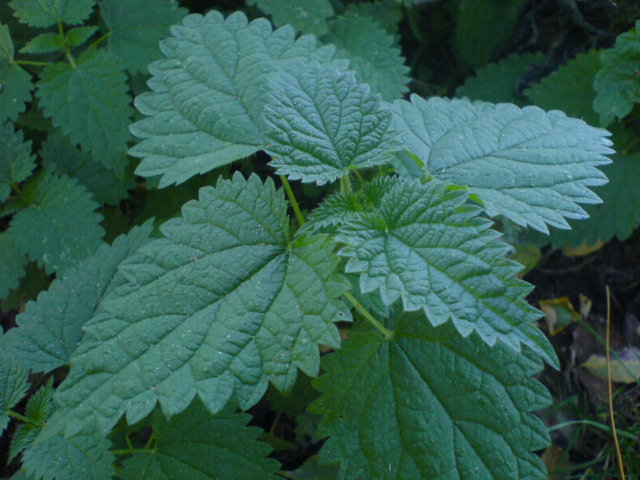
Urtica dioica contêm cerca de 80 partes por milhão de titânio.

O pó metálico é pirofórico. Por outro lado, acredita-se que seus sais não sejam especialmente perigosos. Entretanto, seus cloretos, como TiCl3 e TiCl4, são considerados corrosivos. O titânio tem a tendência de acumular-se nos tecidos biológicos.
Em princípio, não se conhece nenhum papel biológico.

## Bioremediação
As espécies de fungos Marasmius oreades e Hypholoma capnoides podem fazer a bioconversão do titânio em solos poluídos por este metal.